# Marija Zacharova
Marija Vladimirovna Zacharova (in russo Мария Владимировна Захарова?; Mosca, 24 dicembre 1975) è una politica, funzionaria e giornalista russa, dal maggio 2022 portavoce del ministro degli esteri russo Sergej Lavrov, dopo essere stata dal 2015 Direttrice del Dipartimento d'informazione del Ministero degli esteri.

## Biografia
Maria Zacharova proviene da una famiglia di diplomatici e ha trascorso la sua infanzia a Pechino, dove lavoravano i suoi genitori. Nel 1998 si è laureata in sinologia presso il MGIMO di Mosca. Subito dopo è entrata nello staff del Ministero degli esteri russo come redattrice del mensile Diplomatičeskij vestnik (Дипломатический вестник).
Dal 2005 al 2008 è stata Direttrice del servizio stampa della rappresentanza permanente della Russia presso l'ONU a New York. Dal 2008 al 2011 ha ricoperto diversi incarichi all'interno dell'apparato centrale del ministero. Dal 2011 al 2015 è stata vice-direttrice del Dipartimento Informazione e Stampa del Ministero. Il 10 agosto 2015 è stata nominata Direttrice di questo dipartimento, prima donna a ricoprire tale posizione. Nel 2016 era tra le cento donne più influenti del mondo, secondo la BBC.
Nel 2017 Marija Zacharova ha accusato l'Unione europea di ipocrisia per il suo diverso comportamento nei confronti delle crisi separatiste in Crimea e Catalogna, dopo che centinaia di persone sono state ferite dalle forze di sicurezza spagnole che impedivano ai catalani di votare durante il referendum sull'indipendenza catalana, dicendo "Vedo e leggo cosa sta succedendo in Catalogna. E l'Europa ci dirà qualcosa sul referendum in Crimea e sulla tutela dei diritti umani".
Nel 2021 ha criticato una massiccia esercitazione militare della NATO chiamata Defender-Europe 21, una delle più grandi esercitazioni militari a guida NATO in Europa da decenni, iniziata nel marzo 2021, e che includeva "operazioni quasi simultanee in più di 30 aree di addestramento" in Estonia, Bulgaria, Romania ed altri Paesi. Ha affermato che, conducendo queste esercitazioni, la NATO stava provocando e preparando un "pugno d'attacco" vicino ai confini della Russia. Il 15 aprile 2021, ha dichiarato che solo nel 2021 "la NATO sta pianificando sette esercitazioni militari in Ucraina. La fase attiva dell'esercitazione Defender Europe 2021, l'esercitazione più estesa da molti anni, inizierà presto vicino all'Ucraina".
Il 2 giugno 2022, ha avvertito che l'invasione turca della Siria settentrionale "sarebbe una violazione diretta della sovranità e dell'integrità territoriale della Siria" e "causerebbe un'ulteriore escalation delle tensioni in Siria".

### Invasione russa dell'Ucraina del 2022
Il 16 febbraio 2022 la Zacharova ha ridicolizzato le previsioni dei media occidentali di un'imminente invasione dell'Ucraina da parte della Russia quando aveva chiesto beffardamente il programma delle invasioni russe in modo da poter, apparentemente, "pianificare le [sue] vacanze".
Il 23 febbraio, il giorno prima dell'invasione russa dell'Ucraina del 2022, è stata sanzionata dall'Unione europea insieme ad altri personaggi di spicco dei media russi, come "figura centrale della propaganda governativa" e per aver "promosso il dispiegamento delle forze russe in Ucraina". Le sanzioni includono l'inserimento in una lista No Fly e il congelamento dei beni. L'8 marzo anche l'Australia ha imposto sanzioni alla Zacharova. Il 18 marzo è stata inclusa nell'elenco ampliato delle sanzioni del Giappone.

## Vita privata
Il 7 novembre 2005 si è sposata con Andrej Makarov al consolato russo di New York. Hanno una figlia, Mar'jana, nata nell'agosto 2010.